# Tomás de Orta
Tomás de Orta (? – 6 de junho de 1594), que assinava em latim Thomas Hortensius, foi um médico, matemático, astrónomo e cosmógrafo-mor português do século XVI, o 2º cosmógrafo-mor de Portugal, depois da morte de Pedro Nunes.

## Dados biográficos
Tomás de Orta foi médico sucessivamente da princesa Dona Maria (1527 - 1545), mulher do futuro rei Filipe II de Espanha e I de Portugal, do rei dom João III e ainda do Cardeal-rei dom Henrique, a quem acompanhou até aos últimos momentos, em Almeirim, onde decorria uma reunião das Cortes, tarefa que os Governadores do Reino recompensaram em 12 de março de 1580.
Tomás de Orta foi convidado pelo próprio Cardeal-rei dom Henrique, em 30 de novembro de 1578 para dar um parecer em resposta ao Compemdium novae rationis restituendi kalendarium, documento preparatório da reforma do Calendário gregoriano enviado pela comissão nomeada por Gregório XIII aos príncipes e matemáticos em 1577. A resposta de Tomás de Orta foi um dos pareceres que foram enviados pelo rei de Portugal em 27 de fevereiro de 1579 ao papa Gregório XIII.
Foi nomeado cosmógrafo-mor em 30 de maio de 1582, em substituição de Pedro Nunes. No ano seguinte já estaria doente e incapacitado de exercer plenamente as funções e foi reformado em 15 de Junho de 1583 mas mantendo o título até à sua morte em 6 de junho de 1594.
Foi substituído por Luís de Almada (que o apresentou ao cargo), a partir de 4 de abril de 1596 e por João Baptista Lavanha em 13 de fevereiro de 1591. Sendo que este último foi nomeado definitivamente para o cargo pelo rei Filipe I de Portugal em 10 de Julho de 1596.